# سنكام
سنكام (بالإنجليزية: SNCAM)‏ اختصار: الشركة الوطنية للإنشاءات إيرونوتيكز دو ميدي، (Société nationale des constructions aéronautiques du Midi):2، كانت شركة فرنسية مصنعة للطائرات مملوكة للدولة. تأسست الشركة بعد قرار الإضراب العام للصناعة الثقيلة الفرنسية عام 1936، عندما قامت حكومة ليون بلوم بتأميم الصناعة الحربية الفرنسية في أو قبل 1 أبريل 1937.:2 وكانت شركة طائرات ديويتين السابقة قد وضعت تحت سيطرة الحكومة، وإعادة تسميتها إلى سنكام (SNCAM). وكانت الشركة قد شكلت واحدة من ست سوسيتيه ناتيونالس المملوكة للدولة في عام 1936 القومية للصناعات العسكرية، في أواخر عام 1940 تم إعادة تنظيم هذه وتم استيعاب سنكام من قبل سنكيس.:13 من خلال عمليات الدمج اللاحقة، فإن حيازات شركة سنكام السابقة أصبحت الآن جزءا من مجموعة إيرباص.

## المنتجات
- Dewoitine D.520